# Lotus 76
El Lotus 76 fue un monoplaza de Fórmula 1 diseñado por Team Lotus para competir en la temporada 1974.

## Resultados

### Fórmula 1
(Clave) (negrita indica pole position) (cursiva indica vuelta rápida)

| Año     | Equipo                 | Motor             | Neu. | Pilotos         | 1   | 2   | 3   | 4   | 5   | 6   | 7   | 8   | 9   | 10  | 11  | 12  | 13  | 14  | 15  | Puntos | Pos. |
| ------- | ---------------------- | ----------------- | ---- | --------------- | --- | --- | --- | --- | --- | --- | --- | --- | --- | --- | --- | --- | --- | --- | --- | ------ | ---- |
| 1974    | John Player Team Lotus | Ford-Cosworth DFV | G    |                 | ARG | BRA | RSA | ESP | MON | BEL | SWE | NED | FRA | GBR | GER | AUT | ITA | CAN | USA | 42     | 4.º  |
| 1974    | John Player Team Lotus | Ford-Cosworth DFV | G    | Ronnie Peterson |     |     | Ret | Ret | Ret |     |     |     |     |     | 4   |     |     |     |     | 42     | 4.º  |
| 1974    | John Player Team Lotus | Ford-Cosworth DFV | G    | Jacky Ickx      |     |     | Ret | Ret | Ret |     |     |     |     |     |     | Ret | Ret |     |     | 42     | 4.º  |
| 1974    | John Player Team Lotus | Ford-Cosworth DFV | G    | Tim Schenken    |     |     |     |     |     |     |     |     |     |     |     |     |     |     | DSQ | 42     | 4.º  |
| Fuente: |                        |                   |      |                 |     |     |     |     |     |     |     |     |     |     |     |     |     |     |     |        |      |